# 白石潔

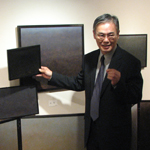
自らの作品を手に語る白石潔

白石 潔（しらいし きよし、1952年2月19日 - 、愛媛県南宇和郡愛南町出身）は、日本の芸術家（油絵画家）。額縁制作や屏風制作も手掛け、主に日本国内とドイツで活動を行なっている。国際学院埼玉短期大学幼児教育科の非常勤講師。感性脳科学教育研究会の会員。

## 経歴
- 1952年 - 2月19日に愛媛県南宇和郡愛南町で誕生。
- 1971年 - 大阪芸術大学を経て、日展洋画部門依嘱作家の里見明正に師事。
- 1977年 - 埼玉県羽生市にアトリエを独立（絵画教室を併設）。
- 1995年 - 国際学院埼玉短期大学幼児教育科の非常勤講師に就任。
- 2000年 - 感性脳科学教育研究会の会員。

2013年現在、油絵の他に屏風制作も手掛けており、日本とドイツを繋ぐ活動も行なっている。ドイツ国内に到来した日本ブームにより現地のファンが多く、和の心を持つ日本人画家として有名である。

## 個展
- 2006年 - 白石潔 展
- 2007年 - 白石潔 展
- 2009年 - 白石潔 展
- 2010年 - 白石潔 展
- 2011年 - 白石潔 展
- 2012年 - 白石潔 展
- 2013年 - 白石潔 展
- 2014年 - 白石潔 展
- 2015年 - 白石潔 展

## グループ展
- 2010年 - 夏の特選絵画市
- 2010年 - 紙のしごと展
- 2012年 - 一陽来復 特選絵画市
- 2012年 - 株式会社ギャラリーステーション 詩とアートが出逢うとき展
- 2012年 - プチ・タブロー展
- 2014年 - 新春絵画市